# ليزا كريستال كارفر
ليزا كريستال كارفر (بالإنجليزية: Lisa Crystal Carver)‏ هي بائعة هوى ‏ ومغنية أمريكية، ولدت في 1968 في دوفر في الولايات المتحدة.

## وصلات خارجية
- الموقع الرسمي
- ليزا كريستال كارفر على موقع ميوزك برينز (الإنجليزية)
- ليزا كريستال كارفر على موقع إن إن دي بي (الإنجليزية)
- ليزا كريستال كارفر على موقع ديسكوغز (الإنجليزية)
- ليزا كريستال كارفر على موقع ديسكوغز (الإنجليزية)
- ليزا كريستال كارفر على موقع ديسكوغز (الإنجليزية)